# Velika Gorica
Velika Gorica je grad u sjeverozapadnoj Hrvatskoj, pripada Zagrebačkoj županiji, te je u županiji najveći grad po veličini i broju stanovništva.

## Naselja u sastavu Grada Velike Gorice
Velika Gorica se sastoji od 58 naselja, to su: Bapča, Bukovčak, Buševec, Cerovski Vrh, Cvetković Brdo, Črnkovec, Donja Lomnica, Donje Podotočje, Drenje Šćitarjevsko, Dubranec, Gornja Lomnica, Gornje Podotočje, Gradići, Gudci, Gustelnica, Jagodno, Jerebić, Ključić Brdo, Kobilić, Kozjača, Kuče, Lazi Turopoljski, Lazina Čička, Lekneno, Lukavec, Mala Buna, Mala Kosnica, Markuševec Turopoljski, Mičevec, Mraclin, Novaki Šćitarjevski, Novo Čiče, Obrezina, Ogulinec, Okuje, Petina, Petravec, Petrovina Turopoljska, Poljana Čička, Prvonožina, Rakitovec, Ribnica, Sasi, Selnica Šćitarjevska, Sop Bukevski, Staro Čiče, Strmec Bukevski, Šćitarjevo, Šiljakovina, Trnje, Turopolje, Velika Buna, Velika Gorica, Velika Kosnica, Velika Mlaka, Vukomerić, Vukovina i Zablatje Posavsko.

### Mala Gorica
Mala Gorica je bivše naselje, toponim, koje je u 19. stoljeću asimilirano u izgrađeno područje Velike Gorice. Danas obuhvaća Turopoljsku ulicu i Ulicu Braće Radić u Velikoj Gorici.

## Zemljopis
Velika Gorica nalazi se jugoistočno od Zagreba, u nizinskom dijelu Turopolja i na rubu brežuljkastog dijela Vukomeričkih gorica. Od rijeke Save na sjeveroistoku i Kupe na jugozapadu, velikogoričko se područje prostire na površini od 566 četvornih kilometara.

## Stanovništvo
Prema popisu stanovnika iz 2011. sam grad Velika Gorica ima 31 553 stanovnika, dok na gradskom području živi 63 517 stanovnika, što je čini šestim najnaseljenijim gradskim područjem u Hrvatskoj.
| broj stanovnika | 12534 | 13822 | 14716 | 17056 | 18998 | 20840 | 20124 | 22544 | 23717 | 24965 | 25804 | 28392 | 47104 | 56884 | 63517 | 63517 | 61075 |
|                 | 1857. | 1869. | 1880. | 1890. | 1900. | 1910. | 1921. | 1931. | 1948. | 1953. | 1961. | 1971. | 1981. | 1991. | 2001. | 2011. | 2021. |

| broj stanovnika | 1524  | 1717  | 2219  | 2512  | 2925  | 3278  | 3264  | 3665  | 4151  | 4938  | 5321  | 8013  | 24834 | 31614 | 33339 | 31553 | 30036 |
|                 | 1857. | 1869. | 1880. | 1890. | 1900. | 1910. | 1921. | 1931. | 1948. | 1953. | 1961. | 1971. | 1981. | 1991. | 2001. | 2011. | 2021. |

Velika Gorica je sedmi po veličini grad u Hrvatskoj. U gradu Velikoj Gorici i u okolnim općinama Pokupsko, Orle i Kravarsko i njihovim naseljima živi 69 703 stanovnika.

## Promet
Uz velikogoričko naselje Pleso smještena je Zračna luka „Franjo Tuđman”, a sam grad leži na trasi željezničke pruge Zagreb – Sisak – Novska. 
Glavna cestovna poveznica je sa Zagrebom je Velikogorička cesta, a njome je tekao sav cestovni promet iz smjera Siska prema Zagrebu te je zbog toga bila jedna od najprometnijih cesta u Hrvatskoj, do izgradnje autoceste A11. Osim Zračne luke „Franjo Tuđman”, Velika Gorica ima tri manja letilišta; Buševec, Veleševec te letilište Zrakoplovnog tehničkog zavoda u samoj Velikoj Gorici.

### Autobusni prijevoz
Javni gradski prijevoz čini 16 besplatnih autobusnih linija tvrtke Arriva, koje povezuju naselja unutar Velike Gorice. ZET je bio jedini prijevoznik u Velikoj Gorici od 1977. godine do 1. srpnja 2024., dok danas obavlja međužupanijski javni prijevoz sa Zagrebom. Autobusne su linije u gradu sljedeće:
- Linija 1: Kružna urbana linija (Terminal Velika Gorica – Pleso – Željeznički kolodvor – Kurilovec – Terminal Velika Gorica)
- Linija 2: Velika Gorica – Željeznički kolodvor
- Linija 3: Željeznički kolodvor – Meridian 16
- Linija 4: Velika Gorica – Velika Buna
- Linija 5: Velika Gorica – Kozjača
- Linija 6: Velika Gorica – Mraclin
- Linija 7: Velika Gorica – Turopolje
- Linija 8: Velika Gorica – Lukavec
- Linija 9: Velika Gorica – Lazina – Ribnica
- Linija 10: Velika Gorica – Čička Poljana
- Linija 11: Velika Gorica – Ogulinec
- Linija 12: Velika Gorica – Cerovski Vrh
- Linija 13: Velika Gorica – Velika Mlaka – Mičevec
- Linija 14: Velika Gorica – Sasi
- Linija 15: Velika Gorica – Strmec Bukevski
- Linija 16: Velika Gorica – ZTC

## Gospodarstvo
Svoj gospodarski razvoj Velika Gorica temelji na malom gospodarstvu i poljoprivredi. Uz 1460 obrta, 983 malih te 17 srednjih i velikih poduzeća, na području je registrirano i oko 4700 obiteljskih poljoprivrednih gospodarstava. Poduzetnici i obrtnici se najčešće bave trgovinom (27 %), poslovnim servisima i uslužnim djelatnostima (15 %), građevinarstvom (11 %) i ugostiteljstvom (8 %). Međutim, područje je gospodarski najpoznatije po drvoprerađivačkoj i metaloprerađivačkoj industriji, kao i raznolikoj ponudi uslužnih djelatnosti i trgovine. Drvo, posebice hrast lužnjak od kojeg se od davnina pravilo sve – od igrački za djecu do starih turopoljskih kuća, glavna je sirovina područja kao i u
susjednim županijama. Na području grada nalazi se nekoliko pilana (najveća u Turopolju – poznata kao DIP Turopolje) i više prerađivača drva.
Polovinom 2007. godine velikogorički poduzetnici i obrtnici zapošljavali su 14.663 radnika.
Najviše je zaposlenih bilo u prerađivačkoj industriji (17 %) i trgovini (16 %), a zatim i na prijevozu, skladištenju i vezama (9 %).Gospodarska je osnova drvna, prehrambena, građevinska, kožna i grafička industrija, te poljodjelstvo. S 9,7 milijardi kuna ukupnih prihoda i 9,4 milijarde kuna ukupnih rashoda u 2006. godini, trgovačka društva Velike Gorice ostvarila su pozitivan konsolidirani financijski rezultat od 210,8 milijuna kuna. Od ostvarenih prihoda, 8,9 % je bilo ostvareno od izvoza. Nositelji ukupnog prihoda u Velikoj Gorici jesu poduzetnici trgovine i djelatnosti prijevoza, skladištenja i veza koji zajedno ostvaruju čak 84,2 % ukupnog prihoda i zapošljavaju 33 % od ukupnog broja od 10.469 zaposlenih u trgovačkim društvima. U Velikoj Gorici je smješten i Zrakoplovno-tehnički zavod, jedinstvena institucija u sastavu Ministarstva obrane Republike Hrvatske za servisiranje i popravak civilnih i vojnih zrakoplova i helikoptera. (izvor:  Arhivirana inačica izvorne stranice od 8. prosinca 2008. (Wayback Machine), uz dozvolu)

## Povijest
Velika Gorica se prvi put spominje kao selo 1228. godine. Mjesto dobiva na važnosti nakon 1560. godine, kada je Turopolju dodijeljen status Povlaštene plemenite općine. Godine 1610. sagrađen je u Velikoj Gorici drveni dvor Plemenite općine turopoljske. U srednjem vijeku, Velika Gorica postala je središte župe. Srednjovjekovna župna crkva stradala je u turskim provalama, a nova je izgrađena u drugoj polovici 17. stoljeća.
U povijesti je glavna gospodarska djelatnost Velike Gorice bila trgovina, a na glavnom su se trgu redovito održavali sajmovi. U čitavom kraju je osim trgovine bilo razvijeno stočarstvo i šumarstvo. Prva škola sagrađena je u 18. stoljeću, ali je nakon nekoliko desetljeća srušena radi trošnosti i nedovoljnog interesa lokalnog stanovništva za školovanje. Izgradnja prve željezničke pruge u Hrvatskoj 1862. godine, onoj od Zagreba do Siska, imala je značaj za šire područje, ali ne osobito i za Veliku Goricu, jer je željeznička postaja smještena daleko od njezina središta. 
Jači gospodarski razvoj Velika Gorica doživljava krajem 19. i početkom 20. stoljeća, kada se područje oko glavnih trgova postupno urbanizira i izgrađuje. Stari trg ispred vijećnice i crkve naziva se Konjskim trgom jer se na njemu trguje konjima, dok se Trg kralja Tomislava naziva Marvinskim trgom jer je ondje tržnica stoke. Bogati trgovci podižu niz kuća (Tarbuk, Trdak, Čop, Rosner, Janeš, Fanton, Brigljević), kojom se formira središte Velike Gorice kao naselja. Plemenita općina turopoljska inicijator je čitavog niza javnih projekata, osobito u doba župana  Ljudevita Josipovića. Tada nastaju zgrada Kotarske oblasti, Kotarski sud, Prva hrvatska štedionica, javna bolnica, zgrade škola u Zagrebačkoj i Kurilovečkoj ulici, te najamne vile za predstojnika Kotarske oblasti i Turopoljskog nadšumara. Najpoznatiji graditelj tog vremena bio je Nikola Hribar koji je sagradio većinu zgrada. Godine 1901. u Velikoj Gorici živi 1041 stanovnik. Začetak javnog prijevoza u mjestu je konjski tramvaj, tj. kojnača, koji je od 1907. do 1937. povezivao središte Velike Gorice sa željezničkom postajom te industrijskim pogonom u Novom Čiču. 
Razvoj mjesta prekinut je Drugim svjetskim ratom, nakon čega nastupa intenzivna višestambena izgradnja, a Velika Gorica postaje satelitski grad zagrebačkog prstena. Godine 1974. Velika Gorica postaje jedna od zagrebačkih općina. Status grada dobiva 1995. godine.

## Spomenici i znamenitosti
U Velikoj Gorici i bližoj okolici nalaze se vrijedna arheološka nalazišta. Potječu iz doba prapovijesti (kultura grobnih polja sa žarama), antike (rimski ranocarski grobovi) i ranoga srednjeg vijeka (razni predmeti, keramika u upotrebi u karolinškome kulturnome krugu). Važnije i poznatije naselje iz doba Rimskog Carstva je Andautonija na području današnjeg naselja Šćitarjevo i po otkrivenim nalazima datira iz prvog stoljeća.
Jedinstvene su vrijednosti Velike Gorice i Turopolja drvene kapelice i plemićke kurije, takozvane "turopoljske ljepotice". Blizina Vukomeričkih gorica, rijeke Lomnice, Save i Odre, upotpunjuje raznolikost turopoljskog kraja. Područje je bogato hrastom, koji je jedan od glavnih prirodnih resursa. Hrast je i omogućio čuvenu gradnju sakralnih i drugih objekata od drva, a stari "turski" hrast lužnjak, nedaleko od Velike Gorice, posebno je zaštićeni objekt – spomenik prirode.
U užem području Velike Gorice, koje obuhvaća nekadašnja sela Veliku Goricu, Malu Goricu, Kurilovec, Pleso i Rakarje, ne nalazimo mnogo sačuvanih povijesnih znamenitosti. Na starom velikogoričkom trgu nalazi se barokna vijećnica Plemenite općine turopoljske, zvana i Turopoljski grad, sagrađena 1765. godine na mjestu ranije drvene zgrade. Danas se u njoj nalazi Muzej Turopolja. Stara povijesna jezgra Velike Gorice djelomično je očuvala niz historicističkih kuća s kraja 19. i početka 20. stoljeća. Najznačajnije su neorenesansna zgrada Kotarskog suda (danas Općinski sud) iz 1894. – 95. godine i zgrada Prve hrvatske štedionice (1907.). Župna crkva Navještenja Blažene Djevice Marije (1893. – 94. g.) građena je u neoromaničkom stilu, prema projektu zagrebačkog arhitekta Hermanna Bolléa. 
Od tradicionalne drvene arhitekture, vrlo malo toga je sačuvano. U Pleškom polju, između naselja Podbrežnica i Pleso nalazi se drvena kapela Ranjenog Isusa, sagrađena 1896. godine na mjestu ranije barokne kapele. Vrijedne drvene kurije Jelačić i Josipovic u Kurilovcu u ruševnom su stanju. Djelomično je očuvano naselje drvenih kuća – nekadašnja Mala Gorica, danas u Turopoljskoj ulici. Od moderne arhitekture u Velikoj Gorici postoji nekoliko značajnih ostvarenja arhitekta Stjepana Planića.

## Obrazovanje
U gradu postoji šest osnovnih škola (najveća je OŠ Nikole Hribara, ostale škole su: OŠ Eugena Kumičića, OŠ Eugena Kvaternika, OŠ Jurja Habdelića, OŠ Vukovina, OŠ Velika Mlaka), pet srednjih škola (Srednja Zrakoplovna tehnička, Srednja strukovna, Ekonomska, Gimnazija Velika Gorica i Umjetnička škola Franje Lučića) te Veleučilište Velika Gorica. U gradu se nalazi i Centar za odgoj i obrazovanje Velika Gorica u kojem se školuju učenici po posebnom programu.
Velika Gorica nosi titulu "grada prijatelja djece".

## Kultura
- Muzej Turopolja
- Gradska knjižnica Velika Gorica
- Pučko otvoreno učilište Velika Gorica
- Etno naselje Novo Čiče
- Exposure music festival

Dan grada je 13. prosinca, blagdan Sv. Lucije, zaštitnice Turopolja.

## Šport
- HNK Gorica
- NK Udarnik Kurilovec
- NK Klas Mičevec
- NK Radnik Velika Gorica (ugašen 2009.)
- NK Buna
- Košarkaški klub VG Basket
- Košarkaški klub Gorica
- Košarkaški klub Velgor
- Akrobatski rock 'n' roll klub Gorica
- Rukometni klub Gorica
- Ženski rukometni klub Gorica
- Ženski rukometni klub Udarnik
- Ženski odbojkaški klub AZENA Volksbank
- Odbojkaški klub Velika Gorica
- Odbojkaški klub Gorica (bivši MOK Gorica)[9]
- Boksački klub Velika Gorica
- Boksački klub Direkt
- Judo klub Pinky
- Karate klub Velika Gorica
- Karate klub Centar
- Klub tajlandskog boksa Knez Mislav
- Atletski klub Velika Gorica
- Maraton klub Velika Gorica
- Tenis klub Brcko
- Taekwondo klub Velika Gorica
- Stolnoteniski Klub Stanfar Velika Gorica
- Kuglački klub Radnik
- Bowling klub TNT
- Paintball klub Velika Gorica
- Skijaški klub Velika Gorica
- Baseball klub Velika Gorica
- Šahovski klub Osnovnoškolac
- Hrvački klub Velika Gorica 1991

Od 1993. održava se polumaraton Turopoljska trka, jedna od najmasovnijih cestovnih utrka u Hrvatskoj. Malonogometni turnir Kup HVIDR-a održava se od 1992., Memorijalni boksački turnir Danijel Kalanj – Bucko od 1997., međunarodni nogometni turnir limača Alpas cup grada Velike Gorice od 2010.

## Poznate osobe
- Nikola Hribar, graditelj
- Franjo Lučić, skladatelj
- Jacques Houdek, pjevač
- Ivana Banfić, pjevačica
- Juraj Ćuk, povjesničar
- Rajko Bundalo, glumac i književnik
- Rene Medvešek, glumac i kazališni redatelj
- Sven Medvešek, glumac
- Đuro Utješanović, glumac
- Božidar Prosenjak, pisac
- Sonja Smolec, pisac
- Sven Ušić, košarkaš i trener
- Igor Bišćan, nogometaš
- Tomislav Butina, nogometaš
- Mario Cvitanović, nogometaš
- Senna Ušić, odbojkašica
- Jura Ozmec, športski komentator
- Mislav Bago, televizijski novinar
- Vladimir Bakarić, komunist i političar u socijalističkoj Jugoslaviji
- Ivan Šuker, bivši ministar financija
- Ivo Pukanić, novinar, osnivač i urednik hrvatskog tjednika Nacional
- Barbara Jelić, hrvatska odbojkašica
- Renato Ivanuš, glavni urednik 24sata
- Ivanka Mazurkijević, pjevačica
- Marcelo Brozović, nogometaš
- Tino Krečak, nogometni sudac
- Dora Krsnik, rukometašica
- Dalibor Petko, televizijski i radijski voditelj
- Dario Špelić, urednik emisije Povijest Četvrtkom

## Unutarnje poveznice
- Kulturno-povijesna cjelina Velike Gorice, zaštićeno kulturno dobro

## Vanjske poveznice
- Službene stranice Grada Velike Gorice
- Službene stranice Turističke zajednice Grada Velike Gorice